# دانشگاه آزاد اسلامی واحد ماهشهر
دانشگاه آزاد اسلامی واحد بندر ماهشهر یکی از واحدهای دانشگاه آزاد اسلامی است که در بندر ماهشهر استان خوزستان واقع است. این دانشگاه فعالیت خود را در سال ۱۳۶۸ با یک رشته مهندسی شیمی ـ صنایع پتروشیمی آغاز کرد.معمار این دانشگاه غلام علی درخشان هوره می باشد

## تاریخچه
اولین ساختمان دانشگاه آزاد اسلامی واحد بندر ماهشهر یک ساختمان در منطقه ناحیه صنعتی (کواترقدیم) بود که در آن رشته مهندسی کامپیوتر ـ نرم‌افزار هم راه‌اندازی شد.
در سال ۱۳۷۴ زمینی به مساحت ۱۳ هکتار از اراضی مسکن و شهرسازی، جهت دانشگاه آزاد اسلامی واحد بندر ماهشهر خریداری شد و در سال ۱۳۷۸ با افتتاح اولین ساختمان اداری ـ آموزشی با زیر بنای ۳۴۰۰ متر مربع وارد فاز جدید آموزشی شد.
پرسنل این واحد دانشگاهی در ابتدای تأسیس پنج نفر و تعداد اعضای هیئت علمی واحد ۱۰ نفر (پاره وقت) بودند. در حال حاضر این دانشگاه ۱۴۳ نفر عضو هیئت علمی تمام وقت دارد.

در حال حاضر فضای موجود در دانشگاه عبارتند از: فضای آموزشی ۴۱۰۳۱ مترمربع، فضای اداری و خدماتی ۱۶۸۳۵ مترمربع، فضای فرهنگی و هنری ۳۸۰۰ مترمربع و فضای ورزشی ۲۰۷۱۲ مترمربع می‌باشد.
این واحد دانشگاهی دارای رشته‌هایی در مقاطع کاردانی تا دکتری تخصصی است.

## رئیس‌های پیشین واحد
| نام و نام خانوادگی | تاریخ تصدی | تاریخ پایان حکم | مدرک تحصیلی     | مقطع تحصیلی |
| ------------------ | ---------- | --------------- | --------------- | --- |
| قیومی              | ۱۳۶۸       | ۱۳۶۹            | تحصیلات حوزوی   | در خارج حوزه |
| علمدار آشناگر      | ۱۳۶۹       | ۱۳۷۲            | شیمی آلی        | فوق دکتری |
| سید حسن امیری      | ۱۳۷۲       | ۱۳۷۴            | اقتصاد          | فوق لیسانس |
| بهروز میرزا        | ۱۳۷۴       | ۱۳۷۹            | شیمی آلی        | دکتری تخصصی |
| سید فتح‌اله ساجدی   | ۱۳۷۹       | ۱۳۸۰            | مهندسی عمران    | دکتری تخصصی |
| بهمن گرجیان        | ۱۳۸۱       | ۱۳۸۴            | زبان انگلیسی    | دکتری تخصصی |
| سید محسن سید موسوی | ۱۳۸۴       | ۱۳۸۵            | مهندسی برق      | دکتری تخصصی |
| عبدالرسول برازنده  | ۱۳۸۵       | ۱۳۸۶            | مهندسی شیمی     | فوق لیسانس |
| محمد حسین پورمحمدی | ۱۳۸۶       | ۱۳۹۰            | مهندسی عمران    | دکتری تخصصی |
| حسین محمدیان       | ۱۳۹۰       | ۱۳۹۳            | قیزیک حالت جامد | فوق لیسانس |
| مازیار نوعی        | ۱۳۹۳       | ۱۳۹۵            | مهندسی شیمی     | دکتری تخصصی |
| پژمان شعبانی       | ۱۳۹۵       | ۱۴۰۳            | مهندسی برق      | دکتری تخصصی حوزه پژوهش و فناوری دانشگاه آزاد اسلامی واحد بندر ماهشهر از سال ۱۳۸۰ تحت نظارت رئیس واحد فعالیت خود را آغاز نمود؛ و توانست ۳۰۳ مقاله، ۱۵۰ مقاله خارجی آی‌اس‌آی ،۵۴ مقاله غیر آی‌اس‌آی علمی پژوهشی، ۱۲ مقاله علمی ترویجی، ۲۵۴ مقاله در همایش‌های بین‌المللی، ۵۷۵ مقاله در همایش‌های ملی، ۹۹ مقاله در همایش‌های منطقه‌ای چاپ و ارائه کند. همچنین ۱۱ انجمن علمی دانشجویی و ۳۶ آزمایشگاه و ۴۰ کارگاه در گروه‌های مهندسی شیمی، مهندسی نفت، حسابداری، نانو تکنولوژی، فناوری اطلاعات، جغرافیا، مهندسی الکترونیک، گرافیک، معماری، مهندسی پلیمر و کامپیوتر تأسیس و راه‌اندازی شده است. ثبت علمی ۳ اختراع و چاپ ۱۴ عنوان کتاب توسط شورای انتشارات این دانشگاه نیز از دیگر فعالیت‌های این حوزه می‌باشد. پردیس هندیجان دانشگاه آزاد اسلامی ماهشهر - وبگاه رسمی دانشگاه آزاد اسلامی واحد بندرماهشهر (معرفی دانشگاه آزاد اسلامی واحد بندرماهشهر) - «معرفی رئیس دانشگاه آزاد اسلامی واحد ماهشهر». خوز نیوز. ۰۹ اسفند ۱۳۹۳. دریافت‌شده در ۱۹ ژوئیهٔ ۲۰۱۵. تاریخ وارد شده در \|تاریخ انتشار= را بررسی کنید (کمک) - «تصویب ۲ رشته در مقطع‌دکتری دانشگاه ماهشهر». خوز نیوز. ۱۷ مهر ۱۳۹۳. دریافت‌شده در ۱۹ ژوئیهٔ ۲۰۱۵. - وب‌گاه رسمی دانشگاه |